# Boudeville
Boudeville ist eine französische Gemeinde mit 220 Einwohnern (Stand: 1. Januar 2022) im Département Seine-Maritime in der Region Normandie. Die Gemeinde gehört zum Arrondissement Rouen und zum Kanton Yvetot. Die Bewohner werden Boudevillais und Boudevillaises genannt.

## Geografie
Boudeville liegt im Zentrum des Départements, etwa 35 Kilometer nordnordwestlich von Rouen im Pays de Caux. Umgeben wird Boudeville von den Nachbargemeinden Saint-Laurent-en-Caux im Norden und Nordosten, Le Torp-Mesnil im Osten, Lindebeuf im Süden und Südosten, Berville-en-Caux im Südwesten sowie Prétot-Vicquemare im Westen und Nordwesten.

## Bevölkerungsentwicklung
| Jahr                       | 1962 | 1968 | 1975 | 1982 | 1990 | 1999 | 2006 | 2013 | 2020 |
| Einwohner                  | 226  | 193  | 219  | 213  | 171  | 182  | 186  | 213  | 211  |
| Quellen: Cassini und INSEE |      |      |      |      |      |      |      |      |      |

## Sehenswürdigkeiten
- Pfarrkirche Saint-Pierre. Chor und Glockenturm stammen aus dem 14. Jahrhundert. Im 16. Jahrhundert wurde die Kirche umgebaut. Kapitelle datieren aus dem 14. Jahrhundert. Der Dachstuhl trägt die Jahreszahl 1523. Das Kirchenschiff wurde im 18. Jahrhundert umgebaut.
- Friedhofskreuz bei der Pfarrkirche Saint-Pierre, vermutlich aus dem 17. Jahrhundert
- Herrenhaus. Das Logis wurde im 16. Jahrhundert erbaut, im 17. und 18. Jahrhundert umgebaut

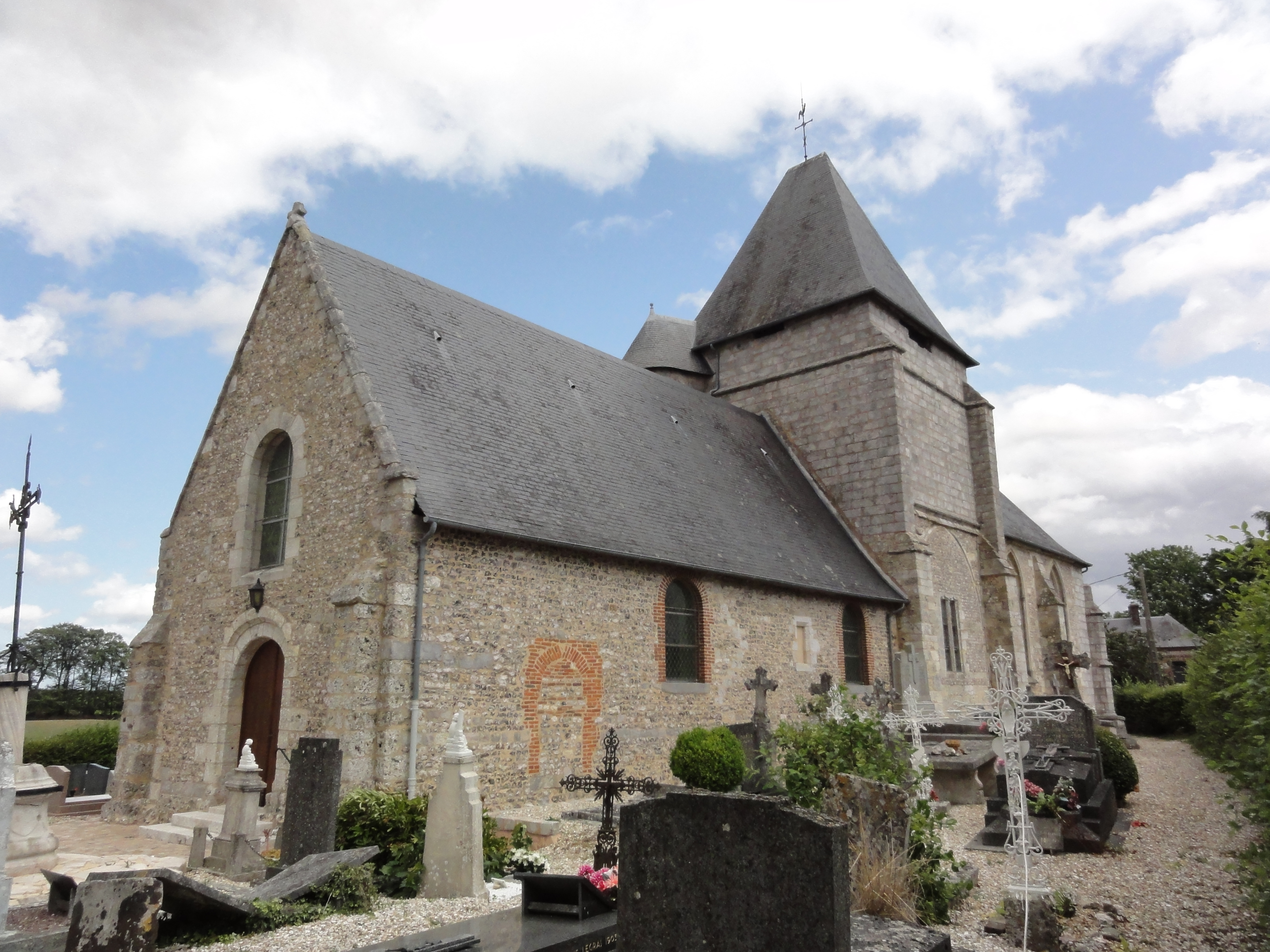
Pfarrkirche Saint-Pierre
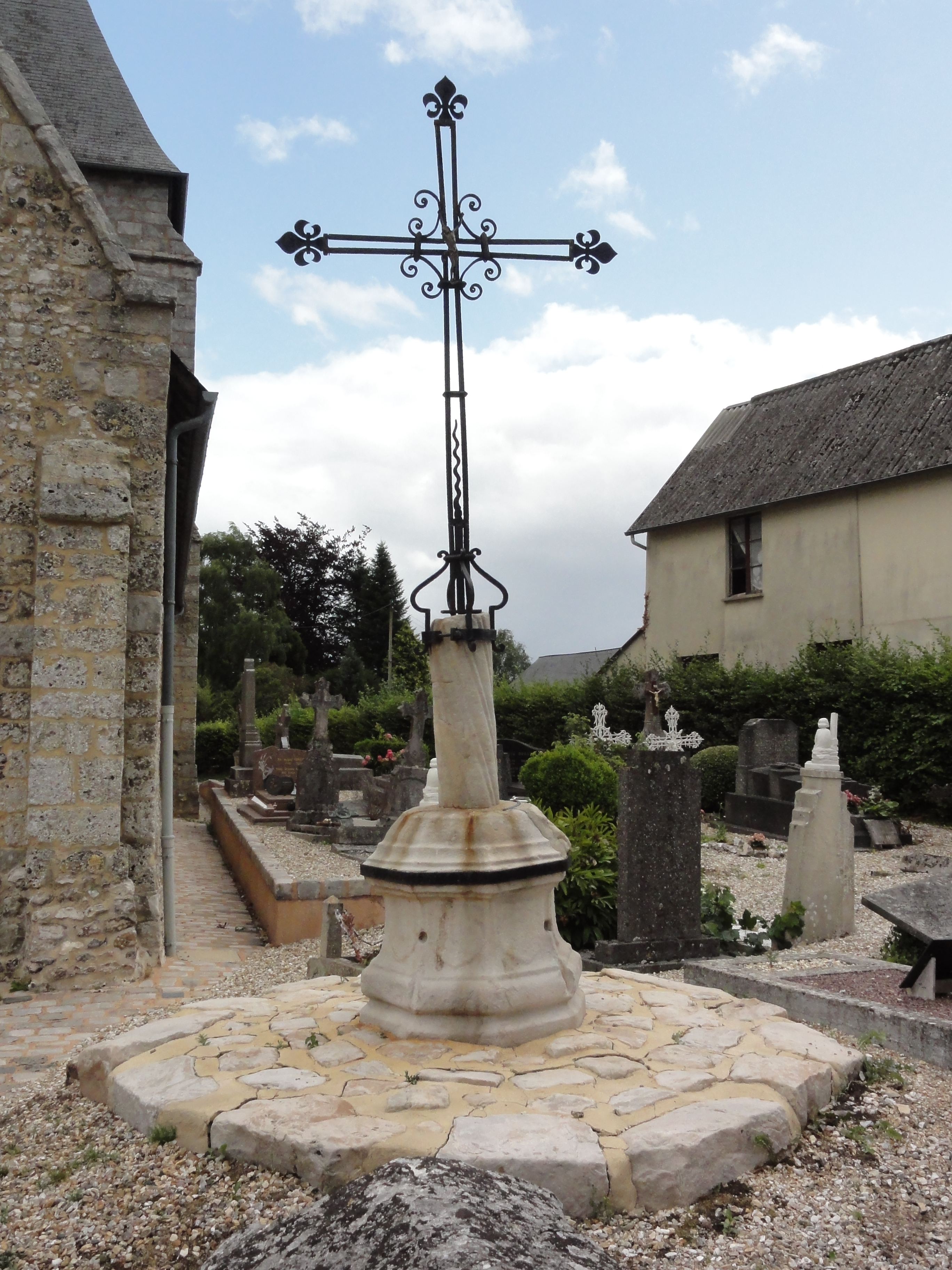
Friedhofskreuz